# Buchnera lundensis
Buchnera lundensis là loài thực vật có hoa thuộc họ Cỏ chổi. Loài này được Cavaco mô tả khoa học đầu tiên năm 1955.